# Sticholonche zanclea
A Sticholonche zanclea a sugárállatkák (Radiolaria) Sticholonchea kládjának Taxopodida csoportjának Sticholonche nemzetsége egyetlen faja. Nyílt óceánokban fordul elő 99–510 m mélyen. Korábban a napállatkák közé is sorolták a Taxopodidában, majd különös sugárállatkaként említették, utóbbit genetikai kutatások is alátámasztják. Az Acantharea csoport közelébe sorolják.
Mintegy 200 μm-es, de mérete jelentősen változik, kétoldali szimmetriája van, elöl kissé lapos és széles. Axopódiumai önálló sorokat alkotnak, 6 egy dorzális mélyedésben van és merev, a többi mozgékony. Ezeket elsősorban felhajtóerő céljából használja, nem táplálkozáshoz. 14 tüskecsoportja és sok kisebb spiculája van, de a többi sugárállatka-csoporttól eltérően nincs központi kapszulája.

## Történet
A Sticholonche zanclea fajt, a Sticholonche nemzetséget és a Sticholonchidae kládot 1887-ben írta le Hertwig, a Taxopodidát 1883-ban írta le Fol. A Sticholoncheát 1913-ban írta le először Poche, majd 1977-ben módosította Petrushevskaya.
Grassé 1953-ban a nap- és sugárállatkák közti átmenetként írta le.
A Sticholonche nemzetséget korábban a napállatkák közé sorolták, Thomas Cavalier-Smith 1993-ban a Radiozoa Spasmaria csoportjába helyezte az Acanthareához hasonló spazminalapú Ca2+-aktivált mionémák jelenléte alapján.
2018-ban Thomas Cavalier-Smith létrehozta a Sticholonchiát, és a Radiozoával együtt az Ectoretába sorolta. 2019-ben Adl et al. a sugárállatkák közt helyezte el a Taxopodidában.

## Morfológia
Nem rendelkezik stroncium-szulfát-tartalmú héjjal. Axopodiális axonéma-mikrotubulusai hat- vagy tizenkétszög alakban rendeződnek. Mionémái az axopódiumok alapjához csatlakoznak, és az evezőmozgást segítik. Mitokondriális cristái kerek csövek.
Spiculái csak a felszíni citoplazmába mélyedő rozettákat alkotnak, míg mozgásra használt axopódiumai kis csészesorokat alkotnak a 80 · 25 μm-es központi helyzetű magban. A mikrotubulusok végén lévő sűrű anyag a mikroszálakkal reagálva okozza a mozgását.:314, 316
Magi kapszulája dorzális oldalán konvex, ventrális oldalán konkáv.
Négyféle axopódiuma van, ezek a ventrális, laterális, dorzolaterális és dorzális.
Axopódiumain nincs extruszóma.

## Ökológia
2000-ben mutatták ki Eskinazi-Sant'Anna et al., hogy a mezozooplanktonikus Parvocalanus crassirostris, a Paracalanus quasimodo, a Temora stylifera és a Temora turbinata étrendje része.
Megtalálható evezőlábú rákok és Euphausia-fajok ürülékében alacsony S. zanclea-szint mellett is, ez alapján különböző trofikus szintű élőlényeknek is fontos táplálékforrás brazil partmenti vizekben.
Gyakori a földközi-tengeri planktonban.

## Genetika
Első 18S rRNS-mintája 2004-ből ismert.
Kevés molekuláris szekvenciája ismert, filogenetikai helyzete így összetett és bizonytalan. Az α- és β-tubulin új funkcióval rendelkezik benne, de nem történt meg benne sem a Radiolariára, sem a Foraminiferára jellemző tubulinduplikáció. Megváltozott β-tubulinja a β2-tubulin, ennek megfelelően módosult α-tubulin nélküli működése vitatott volt, míg Krabberød et al. felfedezték az α2-tubulint egysejtes transzkriptomjaiban. E módosult tubulinok nem találhatók meg az Endomyxában.
GC-tartalma 53,5%.

## Filogenetika
A Taxopodida bazális Retaria-klád, ebbe tartozik e faj és több környezeti klád.

## Fordítás
Ez a szócikk részben vagy egészben  a   Sticholonche című angol Wikipédia-szócikk ezen változatának fordításán alapul.  Az eredeti cikk szerkesztőit annak laptörténete sorolja fel. Ez a jelzés csupán a megfogalmazás eredetét és a szerzői jogokat jelzi, nem szolgál a cikkben szereplő információk forrásmegjelöléseként.